# Свещен босилек
Свещеният босилек, известен също като тулси (Ocimum tenuiflorum), е ароматно многогодишно растение от семейство Устноцветни (Lamiaceae). Той е местен вид в Индийския субконтинент и е широко разпространен като култивирано растение в югоизточните азиатски тропици.
Тулси се култивира за целите на религиозната и традиционната медицина, а също и за неговото етерично масло. Той се използва широко като билков чай, често използван в аюрведа, и има място в традицията на вайшнавите на индуизма, в която поклонниците извършват поклонение, включващо свети растения босилек или листа.

## Описание
Свещеният босилек е изправен, многоразклонен подхраст, с височина 30 – 60 cm, със стъбла с власинки. Листата са зелени или лилави – те са прости, дръжкови, с яйцевидна форма, до 5 cm (2,0 in), дълго острие, което обикновено има леко назъбен ръб. Те са силно ароматни и имат декусатна филотаксия. Пурпурните цветове са поставени в близки венчета на удължени китки.
Трите основни морфотипа, култивирани в Индия и Непал, са Ram tulsi (най-често срещаният тип, с широки яркозелени листа, които са леко сладки), по-рядко срещаните лилави зеленолистни (Krishna tulsi) и обикновените диви vana tulsi.

## Произход и разпространение
ДНК баркодове на различни биогеографски изолати на тулси от индийския субконтинент вече са на разположение. В мащабно филогеографско проучване на този вид, проведено с помощта на последователности от геноми на хлоропласт, група изследователи от Централния университет в Пенджаб, Батинда, са установили, че това растение произхожда от Северна Централна Индия.
Този босилек вече се е разпространил извън отглеждането си като растителна култура и е натурализиран с космополитно разпространение.

## Химичен състав
Някои от фитохимичните съставки на тулси са олеанолова киселина, урсолова киселина, розмаринова киселина, евгенол, карвакрол, линалоол и β-кариофилен (около 8%).
Етеричното масло на тулси се състои предимно от евгенол (~ 70%) β-елемен (~ 11%), β-кариофилен (~ 8%) и гермакрен (~ 2%), като балансът се състои от различни микроелементи, най-вече терпени.

## Геномна последователност
Геномът на растението тулси е секвениран и докладван като проект, който се оценява на 612 мега бази, с резултати, показващи гени за биосинтез на антоцианини в шияма тулси (Shyama Tulsi), урсолова киселина и евгенол в рама тулси (Rama Tulsi).

## Употреба
Тулси (на санскрит: Surasa) се използва в практиките на аюрведа и Сидда за предполагаемото му лечение на заболявания. В продължение на векове изсушените листа се смесват със зърно на склад, за да отблъснат насекомите.
Разновидността на Ocimum tenuiflorum, използван в тайландската кухня, се нарича тайландски босилек (на тайски: กะเพรา - kaphrao) – не е същият като тайландския босилек, който е разновидност на Ocimum basilicum.

## Значение в индуизма
Листата на тулси са част от поклонението на Вишну и неговите аватари и някои други божества, включително Кришна и Рама, както и други мъжки божества на Вайшнава, като Хануман и някои брахмани. Тулси е свещено растение за индусите и е почитан като аватар на Лакшми. Традиционно тулси се засажда в центъра на централния двор на индуски къщи или може да се отглежда до храмовете на Хануман.
Ритуалното запалване на лампи всяка вечер по време на Картик включва поклонение на растението тулси, което се смята за благоприятно за дома. Традиционно вайшнавите използват индуски молитвени мъниста, направени от стъбла или корени на тулси, които са важен символ на посвещението. Те имат толкова силна връзка с вайшнавите, че последователите на Вишну са известни като „тези, които носят тулси около врата“.
Тулси Vivah е церемониален фестивал, който се извършва по всяко време между Prabodhini екадаши (11-ти или 12-ти лунен ден от светлата две седмици на индуски месец на Kartik) и Картик Poornima (пълнолуние на месеца). Денят варира в региона.

## Галерия
- O. tenuiflorum
- Тулси в домашна градина
- Лист на тулси
- Близък план на съцветие
- Цвят на тулси
- Цветове на тулси
- Олтар с тулси за ежедневно поклонение в двора
- Молитвени мъниста, направени от дървесина на тулси